# Bench Sheko
La zone Bench Sheko est l'une des zones de la région Éthiopie du Sud-Ouest. Elle reprend le nord-ouest de l'ancienne zone Bench Maji de la région des nations, nationalités et peuples du Sud. Son chef-lieu est Mizan Teferi.

## Géographie
Limitrophe de la région Gambela, la zone Bench Sheko fait partie de la région Éthiopie du Sud-Ouest créée en 2021. Elle y est bordée au nord par Sheka, au nord-est par Keffa, à l'est et au sud par Mirab Omo.
La zone est desservie par l'aéroport de Mizan Teferi (en) (code IATA : MTF).

## Histoire
L'ancienne zone Bench Maji tient son nom du peuple Bench (en) et de la ville de Maji[réf. souhaitée].
Elle s'étend de l'Omo à la frontière sud-soudanaise.
Initialement plus étendue au nord-ouest, la zone Bench Maji perd du territoire entre 1994 et 2007[Quand ?] lorsque l'ouest de Sheko rejoint Dimma dans la région Gambela.
Le nord-est et le sud de Bench Maji forment une nouvelle zone appelée Mirab Omo (littéralement « Ouest Omo ») probablement à la fin des années 2010. La zone restante prend le nom de Bench Sheko.
Bench Maji puis Bench Sheko et Mirab Omo font partie de la région des nations, nationalités et peuples du Sud jusqu'au référendum de 2021 sur la création d'une région d'Éthiopie du Sud-Ouest et à la création effective de la nouvelle région le 23 novembre 2021. Les zones Bench Sheko et Mirab Omo font dès lors partie de la région Éthiopie du Sud-Ouest.

## Woredas
Au recensement national de 2007, la zone Bench Maji est composée de onze woredas parmi lesquels
- Guraferda qui s'est détaché de Sheko probablement en 2007 ;
- Debub Bench (littéralement « Sud Bench »), Semien Bench (littéralement « Nord Bench ») et Mizan Aman qui sont issus du partage de l'ancien woreda Bench probablement aussi en 2007 ;
- les woredas Bero, Maji, Meinit Goldeya, Meinit Shasha, Shay Bench, Sheko et Surma qui sont plus anciens[3],[5].

La composition de la zone reste inchangée à la fin des années 2010.
Après quoi les onze woredas de 2007 se répartissent entre les zones actuelles :
- Bero, Maji, Meinit Goldeya, Meinit Shasha et Surma passent dans la zone Mirab Omo ;
- Debub Bench, Guraferda, Mizan Aman, Semien Bench, Shay Bench et Sheko restent dans la zone Bench Sheko[7].

De nouveaux woredas appelés Gidi Bench et Size town apparaissent dans la zone Bench Sheko au même moment ou peu après. Les woredas Gachit et Gori Gesha apparaissent de même dans la zone Mirab Omo.

## Démographie
Le dernier recensement disponible est celui de 2007 réalisé par l'Agence centrale de la statistique (Éthiopie) sur la zone Bench Maji. La zone compte alors 652 531 habitants et 11,5 % de la population est urbaine.
Le bench est la langue maternelle pour près de la moitié des habitants (45 %), le me’en pour 21 % des habitants, l'amharique pour 8 %, le kafa pour 7%, le dizi pour 5 %, le sheko pour 4 %, le suri pour moins de 4 % et l'oromo pour 1 %.
Près de la moitié des habitants (49 %) sont protestants tandis que 18 % sont orthodoxes, 11 % sont de religions traditionnelles africaines et 3 % sont musulmans.
Avec une superficie de 19 252 km2, la densité de population est alors de 34 personnes par km2.
La principale agglomération de la zone est Mizan Teferi avec 23 144 habitants en 2007, suivie par Aman avec 10 936 habitants, Mukutin avec 8 662 habitants et Bri avec 5 331 habitants.
| Woreda         | Population 2007 | Agglomérations,     |
| -------------- | --------------- | ------------------- |
| Bero           | 12 256          | Jeba                |
| Debub Bench    | 108 299         | Mukutin             |
| Guraferda      | 35 271          | Biftu               |
| Maji           | 31 088          | Tum, Maji           |
| Meinit Goldeya | 88 863          | Bachuma             |
| Meinit Shasha  | 43 305          | Jemu                |
| Mizan Aman     | 34 080          | Mizan Teferi, Aman  |
| Semien Bench   | 106 490         | Bri                 |
| Shay Bench     | 118 282         | Shay Bench (ou Siz) |
| Sheko          | 49 999          | Sheko               |
| Surma          | 24 598          | Kibish              |

En 2022, la population est estimée sur le même périmètre à 953 174 personnes avec une densité de population proche de 50 personnes par km2 et 19 252 km2 de superficie.
Quant à la zone Bench Sheko, ses six woredas d'origine totalisent 452 421 habitants au recensement de 2007 et sa population peut être estimée à 674 878 personnes en 2022 avec une densité de population d'environ 145 personnes par km2 et près de 4 670 km2 de superficie, sachant que les nouveaux woredas Gidi Bench et Size town sont des subdivisions à l'intérieur de Semien Bench et Shay Bench qui ne changent pas le périmètre de la zone.